# Bolesław van Koejavië
Bolesław van Koejavië (1159 - Mozgawa, 13 september 1195) was van 1186 tot 1195 hertog van Koejavië. Hij behoorde tot het huis Piasten.

## Levensloop
Hij was de oudste zoon van Mieszko III, hertog van Groot-Polen en groothertog van Polen, en diens tweede vrouw Eudoxia van Kiev, dochter van grootvorst Izjaslav II van Kiev. 
Al vanaf zijn geboorte werd Bolesław aanzien als de troonopvolger van het hertogdom Groot-Polen, vooral nadat zijn vader Mieszko III in 1173 zijn oudere broer Bolesław IV de Kroesharige was opgevolgd als groothertog van Polen.
Mieszko III regeerde vrij autoritair en in 1177 kwam de adel van Krakau tegen hem in opstand. Daarop werd hij als groothertog van Polen vervangen door zijn jongere broer Casimir II de Rechtvaardige. Kort daarna kwam ook Bolesławs halfbroer Odo in opstand tegen zijn vader Mieszko III. Dit kwam omdat Mieszko III zijn kinderen uit zijn tweede huwelijk bevoordeelde in vergelijking met Odo. De daaropvolgende revolutie die in Groot-Polen uitbrak en van 1177 tot 1179 duurde, was een complete verrassing voor Mieszko III en hij moest zelfs Polen ontvluchtten. Bolesław, zijn ouders en zijn jongere broers Mieszko de Jonge en Wladislaus Spillebeen leefden daarna in ballingschap in Bohemen en Duitsland, waar ze verbleven aan het hof van hertog Bogislaw I van Pommeren.
Met de hulp van troepen uit Pommeren slaagde Mieszko III er in 1181 in om de controle over Groot-Polen opnieuw te bemachtigen. In tegenstelling tot was verwacht, verdeelde Mieszko III zijn heroverde domeinen niet onder zijn zoons en ook maakte hij plannen om het groothertogdom Polen terug in handen te krijgen.
In 1186 overleed hertog Leszek van Mazovië en Koejavië, de zoon van Bolesław IV de Kroesharige, zonder nakomelingen na te laten. Leszek had Mieszko's jongste broer Casimir II tot zijn opvolger benoemd, maar na diens dood veroverde Mieszko III het hertogdom Koejavië dat hij aan Bolesław schonk.
In 1191 profiteerde Mieszko III van de afwezigheid van groothertog Casimir II en slaagde erin om Krakau voor korte tijd te veroveren. Mieszko III benoemde echter verrassend Bolesław tot groothertog van Polen in plaats van zichzelf. Casimir II slaagde er echter al snel in om de controle over Krakau opnieuw te bemachtigen en nam zijn neef Bolesław tijdelijk gevangen.
In mei 1194 overleed Casimir II plotseling. Hij liet twee minderjarige zonen na: Leszek en Koenraad. Mieszko III zag de dood van zijn jongere broer als een nieuwe kans om het groothertogdom Polen te bemachtigen, hoewel de adel eerder Casimirs zonen Leszek en Koenraad steunde. 
Mieszko III vormde een leger samengesteld uit troepen van Groot-Polen en Koejavië en begon een oorlog tegen zijn neven. Op 3 september 1195 vond een beslissende veldslag plaats: de slag bij Mozgawa. Bij deze veldslag sneuvelde Bolesław van Koejavië, terwijl Mieszko III zwaargewond raakte, waarna hij zijn leger terugtrok. Omdat Bolesław geen mannelijke nakomelingen had, ging het hertogdom Koejavië over naar Mieszko III.

## Huwelijk en nakomelingen
Tussen 1187 en 1189 huwde hij met prinses Dobroslawa van Pommeren (1162/1172 - 1206). Ze kregen enkel dochters:
- Eudoxia (circa 1190/1195 - 1270), huwde in 1208 met graaf Hendrik I van Schwerin
- Wierchoslawa (voor 1195 - circa 1212), werd zuster in de abdij van Strzelno.
- Dobroslawa (voor 1196 - na 1249), huwde tussen 1210 en 1215 met heer Jaczo I van Gützkow.